# Terrebonne
Pour les articles homonymes, voir Terrebonne (homonymie).
Terrebonne est une ville du Québec, chef-lieu de la MRC des Moulins, dans la région de Lanaudière. Elle fait partie de la banlieue nord de Montréal. Entre 1986 et 2024, sa population s'est accrue de 24 864 à 125 279 notamment grâce à une fusion avec les villes de Lachenaie et de La Plaine en 2001. En 2014, Terrebonne a été reconnue dixième ville en importance démographique au Québec.

## Toponymie
Le nom Terrebonne provient du nom de la seigneurie de Terrebonne, dont l'existence a précédé celle de la ville. Il existe trois hypothèses pour expliquer son origine :
1. La première, retenue par la Commission de toponymie, voudrait que le sieur Daulier Deslandes aurait donné ce nom à cause de la fertilité des terres à cet endroit[4]. Le problème avec cette hypothèse est que Deslandes n'a jamais mis les pieds en Amérique et n'aurait donc pas pu savoir si la terre était fertile, d'autant plus que la seigneurie n'a pas du tout été colonisée à cette époque.
2. Une deuxième, parfois mise de l'avant par les guides touristiques de l'île des Moulins, voudrait que cette appellation ait été choisie pour des fins « publicitaires », les colons ayant été attirés par un endroit dont le nom suggère que les terres y sont fertiles. Cette technique serait similaire à celle d'Erik le Rouge, qui aurait nommé le Groenland (Grœnland « Pays vert ») ainsi, pour inciter des colons à s'y installer.
3. Une troisième fait valoir que, dans son acte de concession, la seigneurie est orthographiée « Terbonne ». À cette époque, Jean-Baptiste Tavernier, un célèbre voyageur français avec qui Deslandes a voyagé, a fini par devenir baron d'Aubonne, en Suisse. Ce nom sonne comme « eau bonne » bien qu'étymologiquement, il procède du nom de la rivière Aubonne, qui est issu du celtique albona, qui signifie « rivière blanche » (alba « blanche » et ona « rivière »)[5]. C'est sans doute pour imiter son ami Tavernier et sa baronnie à l'orthographe particulière que le nom de Terbonne aurait été choisi, tout en remplaçant l'élément eau par celui de terre, pour en faire l'antithèse de la baronnie d'Aubonne[6],[7].

Il y a plusieurs Terrebonne aux États-Unis, dont Terrebonne en Louisiane, alors que l'emploi de ce type toponymique est limité à la microtoponymie du sud de la France (occitan tèrra bona « bonne terre »), ce qui va dans le sens soit d'un transfert soit d’une création française d'Amérique destinée à attirer des colons.

## Histoire

### Terrebonne

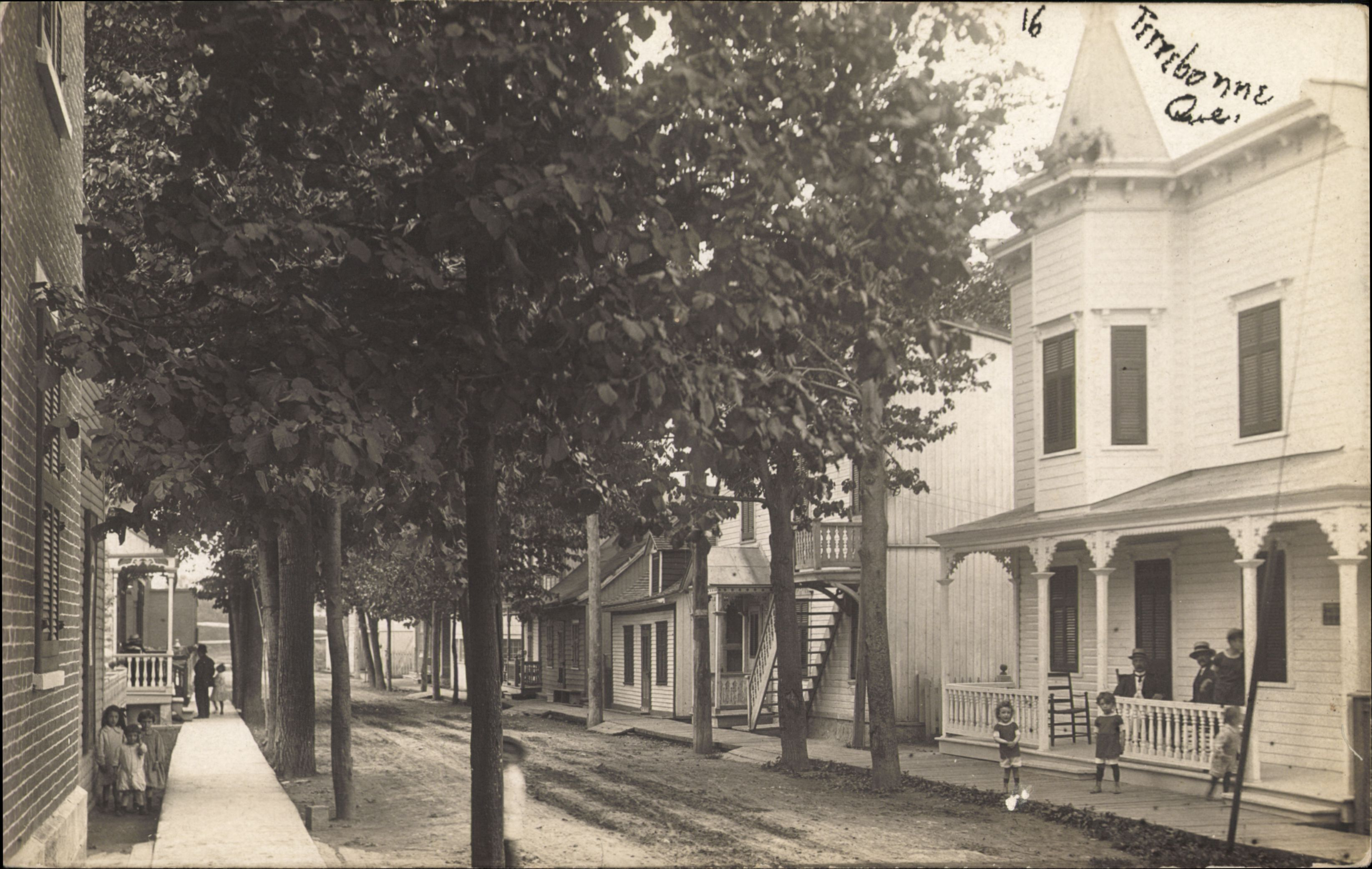
Carte postale de Terrebonne vers 1910

C'est en 1673 que la seigneurie de Terrebonne fut concédée pour la première fois. Elle est attribuée à un notable français, André Daulier Deslandes, secrétaire général de la Compagnie française des Indes occidentales. Il ne vint cependant jamais habiter ses terres. En 1720, c'est l'abbé Louis Lepage de Sainte-Claire qui en devient le seigneur. Après être passée par d'autres propriétaires, le fief est acquis par Joseph Masson en 1832. Il en développa l'activité commerciale et industrielle. En 1834, un premier pont reliant Terrebonne à l'île Jésus est inauguré. Celui-ci est construit en bois et enjambe la rivière des Mille Îles.
Éventuellement, il se forme deux entités distinctes sur le territoire : un pôle commercial, Terrebonne, et un pôle agricole, Saint-Louis-de-Terrebonne. En 1985, ces deux entités fusionnent.
L’histoire de la nouvelle ville de Terrebonne correspond à celle de la colonisation et de l’expansion des trois secteurs qui la composent : Lachenaie, La Plaine et Terrebonne, auparavant trois villes distinctes.

### Lachenaie
L'aînée des trois villes, Lachenaie, fut fondée en 1683 par le seigneur Charles Aubert de La Chesnaye. Son histoire remonte donc à plus de 300 ans. La colonisation du territoire débute véritablement en 1647 alors que Lachenaie est intégrée à la seigneurie de Repentigny.

### Depuis 2001
Après la fusion de Terrebonne et Saint-Louis-de-Terrebonne en 1985, les municipalités de Terrebonne, Lachenaie et La Plaine fusionnent d'un commun accord en 2001, plus précisément le 22 août. Jean-Marc Robitaille, maire sortant de Terrebonne, est réélu en 2001. En novembre 2016, en raison d'allégations de l'Unité permanente anticorruption (UPAC), il démissionne et le conseiller municipal Stéphane Berthe, issu de l'équipe de Robitaille, est nommé lors d'une houleuse séance du conseil de ville. À la suite de l'élection du 5 novembre 2017, l'équipe de l'Alliance démocratique de Terrebonne, menée par Marc-André Plante, remporte la majorité des sièges du conseil municipal, avec 11 des 16 postes disponibles. Plante devient donc le nouveau maire de la 4e ville en importance dans la grande région de Montréal.

#### Faits récents

##### Unité permanente anticorruption (UPAC)
Depuis le début des années 2000, la ville fait l'objet de nombreuses enquêtes de l'UPAC.
En 2012, l'UPAC effectue des perquisitions dans trois entreprises dans trois villes différentes donc Asphaltage Desjardins à Terrebonne. Le but de ces perquisitions, soutenues par le Bureau de la concurrence du Canada, est la recherche de preuves afin de mettre au jour des stratagèmes de corruption dans l'octroi de contrats publics.
Le 13 juillet 2016, l'UPAC, fait perquisition dans les résidences du maire, Jean-Marc Robitaille, de son directeur de cabinet, Daniel Bélec, de son directeur général, Luc Papillon, et également à l’hôtel de ville et à la Régie d'aqueduc intermunicipale des Moulins (RAIM). La raison de leur débarquement serait l'octroi d'un contrat de 40 millions de dollars entre la RAIM et une entreprise de Tony Accurso. Également, Le Journal de Montréal révèle que la ville aurait fait affaire sur 241 contrats avec la firme de Normand Trudel CJB, devenue Octane.
En 2018, Robitaille, Bélec, Papillon et l'ingénieur Jean Leroux sont arrêtés pour corruption dans les affaires municipales et d’abus de confiance, et ce, en lien avec un présumé système de partage de contrats qui visait à favoriser des firmes d’ingénieries ainsi que certains entrepreneurs, entre 2001 et 2012. Le procès criminel bénéficie d'un arrêt des procédures en 2021 sous l'ordre du tribunal pour Jean-Marc Robitaille et ses trois co-accusés.

##### Dossier Brady
Ce dossier est nommé en référence à l'ancien commerce de ferraille Pièces d'Autos Brady, en activité pendant 30 ans et qui est par la suite racheté par la ville de La Plaine en 1994, alors dirigée par le maire Daniel Bélec. À la suite de la fusion avec Terrebonne en 2001, Bélec devient le directeur de cabinet du maire jusqu'à ce qu'il soit destitué en 2017, visé par une enquête de l'UPAC.
Vers 2004, le terrain est racheté pour un développement résidentiel et, 12 ans plus tard, les résidents des rues des Bernaches, des Bouvreuils et de la place de la Berge font la une des journaux avec les reliques enterrées sous leur terrain.
En 2017, le dossier est transmis à l'UPAC, disant « avoir tous les éléments d'une enquête criminelle » et sera renommé Médiator.

###### Conséquences
Selon un spécialiste, un tel phénomène comme le dossier Brady serait en croissance partout au Québec, où les quartiers résidentiels seraient construits sur d'anciennes zones industrielles. De plus, ceci entraînerait une baisse de la valeur des propriétés.

## Géographie
La rivière des Mille Îles, qui coule vers l'est, délimite le sud de la municipalité jusqu'à sa confluence avec la rivière des Prairies dans les sud-est. La rivière Mascouche traverse le centre de la municipalité d'ouest en est puis le sud-est de la municipalité du nord au sud jusqu'à sa confluence avec la rivière des Mille Îles. La rivière Saint-Pierre traverse le nord de la municipalité d'ouest en est.

## Démographie
| 1986   | 1991   | 1996   | 2001   | 2006   | 2011    | 2016    | 2021    |
| ------ | ------ | ------ | ------ | ------ | ------- | ------- | ------- |
| 24 864 | 30 216 | 37 914 | 80 536 | 94 703 | 106 322 | 111 575 | 119 360 |

## Politique et administration

### Municipale

#### Liste des maires de Terrebonne depuis 2001
| Terrebonne Maires depuis 2001                                                                                        |                      |                                                                       |          |
| Élection | Maire                | Qualité                                                               | Résultat |
| 2001 | Jean-Marc Robitaille | Ancien député fédéral représentant le Parti progressiste-conservateur | Voir     |
| 2005 | Jean-Marc Robitaille | Ancien député fédéral représentant le Parti progressiste-conservateur | Voir     |
| 2009 | Jean-Marc Robitaille | Ancien député fédéral représentant le Parti progressiste-conservateur | Voir     |
| 2013 | Jean-Marc Robitaille | Ancien député fédéral représentant le Parti progressiste-conservateur | Voir     |
| 2016 | Stéphane Berthe      | Conseiller municipal                                                  |          |
| 2017 | Marc-André Plante    | Impliqué dans des organismes à vocation familiale                     | Voir     |
| 2021 | Mathieu Traversy     | Ancien député provincial représentant le Parti québécois              | Voir     |
| Élection partielle en italique Depuis 2005, les élections sont simultanées dans toutes les municipalités québécoises |                      |                                                                       |          |

| Période                                  | Période | Identité            | Étiquette | Qualité |
| ---------------------------------------- | ------- | ------------------- | --------- | ------- |
| 1913                                     | 1917    | Clovis Ouimet       |           |         |
| 1917                                     | 1923    | Joseph Martin       |           |         |
| 1923                                     | 1924    | Clovis Ouimet       |           |         |
| 1924                                     | 1931    | Édouard Gascon      |           |         |
| 1931                                     | 1937    | Athanase Comtois    |           |         |
| 1937                                     | 1961    | Jean Ouimet         |           |         |
| 1961                                     | 1967    | Alfred Alexander    |           |         |
| 1967                                     | 1977    | Louis-Gilles Ouimet |           |         |
| 1977                                     | 1985    | Irenée Forget       |           |         |
| Les données manquantes sont à compléter. |         |                     |           |         |

| Période                                  | Période | Identité             | Étiquette | Qualité |
| ---------------------------------------- | ------- | -------------------- | --------- | ------- |
| 1985                                     | 1997    | Irenée Forget        |           |         |
| 1997                                     | 2001    | Jean-Marc Robitaille |           |         |
| Les données manquantes sont à compléter. |         |                      |           |         |

### Représentation provinciale
Le territoire de Terrebonne est divisé entre les circonscriptions de Les Plaines, Masson et Terrebonne. À l'Assemblée nationale, la députée de Les Plaines est Lucie Lecours, le député de Masson est Mathieu Lemay et celui de Terrebonne est Pierre Fitzgibbon, tous trois membres de la Coalition avenir Québec.

### Représentation fédérale
Terrebonne fait partie de la circonscription fédérale de Terrebonne. Sa députée à la Chambre des communes est Nathalie Sinclair-Desgagnés du Bloc québécois. La ville est aussi à cheval sur les divisions sénatoriales de Mille-Isles et Repentigny. La première est représentée au Sénat par Claude Carignan du Parti conservateur du Canada et la seconde, par Patrick Brazeau du Groupe des sénateurs indépendants.

## Éducation

### Primaire et secondaire
Le Centre de services scolaire de la Seigneurie-des-Mille-Îles administre les écoles publiques francophones desservant une partie du territoire de la ville : 
- École primaire de l'Espace-Couleurs[35]
- École primaire Jeunes-du-Monde[36]
- École primaire Marie-Soleil-Tougas[37]
- École primaire le Carrefour (située à Lorraine)

- École secondaire du Harfang (située à Sainte-Anne-des-Plaines)
- École secondaire Hubert-Maisonneuve (située à Rosemère)
- École secondaire Rive-Nord (située à Bois-des-Filion[38])

Le Centre de services scolaire des Affluents administre aussi des écoles publiques francophones, mais qui desservent d'autres secteurs de Terrebonne, : 
- École primaire Bernard-Corbin (Lachenaie)
- École primaire de la Sablière
- École primaire de l'Aubier (La Plaine)
- École primaire de l'Étincelle
- École primaire de l'Orée-des-Bois (La Plaine)
- École primaire des Pionniers (Lachenaie)
- École primaire du Boisé (La Plaine)
- École primaire du Geai-Bleu (La Plaine)
- École primaire du Vieux-Chêne (Lachenaie)
- École primaire Esther-Blondin
- École primaire Jean-de la Fontaine (Lachenaie)
- École primaire l'Arc-en-Ciel (Lachenaie)
- École primaire le Castelet
- École primaire Saint-Joachim (La Plaine)
- École primaire Saint-Louis
- École primaire Léopold-Gravel
- École primaire des Explorateurs
- École secondaire Armand-Corbeil
- École secondaire de l'Odyssée (La Plaine)
- École secondaire des Rives (Lachenaie)
- École secondaire des Trois-Saisons
- École secondaire de l'Envolée (située à Repentigny)
- École secondaire du Havre

Le Centre de services scolaire Sir-Wilfrid-Laurier administre les écoles publiques anglophones :
- École primaire McCaig à Rosemère (desservant la partie ouest de Terrebonne)[41]
- École primaire Pinewood à Mascouche (desservant la partie centre de Terrebonne)[42]
- École primaire Franklin Hill à Repentigny (desservant la partie est de Terrebonne)[43]
- École secondaire Rosemère (en) à Rosemère (desservant tout Terrebonne)[44]

Écoles privées :
- École Vision Terrebonne
- Collège Saint-Sacrement

### Collégiale
Le Cégep régional de Lanaudière à Terrebonne, situé près de l'autoroute 640, est la seule institution de niveau collégial située à Terrebonne.

### Enseignement supérieur
Bien que plusieurs institutions d'enseignement supérieur soient situées à Terrebonne, la grande majorité des étudiants universitaires et habitants sont inscrits aux campus universitaires situés à Laval et Montréal.

#### Universitaire
Un campus de l'Université de Montréal a été inauguré à Terrebonne dans le secteur Lachenaie près du Centre hospitalier Pierre-Le Gardeur (CISSS de Lanaudière). Un campus de l'Université du Québec à Montréal (UQAM) est égaement situé à Terrebonne, à proximité du Cégep régional de Lanaudière à Terrebonne. Ce sont principalement des cours de l'École des sciences de la gestion qui y sont offerts.
En 2022, la ville dévoile le projet d'un quartier universitaire dans l'ouest du secteur Lachenaie,. Il pourrait être développé avec des partenaires de premiers choix, soit Médifice et le Fonds immobilier de solidarité FTQ.

### Liste des écoles
| Nom                        | Adresse                       | Type       | Année de construction | Année de agrandissement | Ascenseur |
| -------------------------- | ----------------------------- | ---------- | --------------------- | ----------------------- | --------- |
| École Saint-Charles        | 3329, chemin Saint-Charles    | Primaire   | 1916                  | 1970                    | Non       |
| École Saint-Louis          | 539, rue Saint-Sacrement      | Primaire   | 1950                  | 1985                    | Non       |
| École Notre-Dame           | 508, rue Masson               | Primaire   | 1955                  |                         | Non       |
| École Léopold-Gravel       | 766, rue Saint-Paul           | Primaire   | 1962                  | 1963, 1980              | Oui       |
| École Jean-de la Fontaine  | 192, rue de l'Église          | Primaire   | 1963                  | 1984, 1998              | Oui       |
| École Armand-Corbeil       | 795, rue John-F.-Kennedy      | Secondaire | 1969                  | 1994                    | Oui       |
| École Saint-Joachim        | 10521, rue Villeneuve         | Primaire   | 1971                  |                         | Non       |
| École Esther-Blondin       | 905, rue Vaillant             | Primaire   | 1977                  | 1989                    | Non       |
| École le Castelet          | 4200, rue Robert              | Primaire   | 1979                  |                         | Non       |
| École Bernard-Corbin       | 1747, rue Rochon              | Primaire   | 1980                  | 2001                    | Non       |
| École de la Sablière       | 1659, boul. des Seigneurs     | Primaire   | 1985                  |                         | Oui       |
| École du Boisé             | 5800, rue Rodrigue            | Primaire   | 1985                  | 2015                    | Oui       |
| École l'Arc-en-ciel        | 273, rue Pierre-Laporte       | Primaire   | 1987                  | 1993                    | Oui       |
| École du Vieux-Chêne       | 99, croissant de la Matapédia | Primaire   | 1989                  |                         | Oui       |
| École de l'Étincelle       | 2225, boul. des Seigneurs     | Primaire   | 1990                  | 1997                    | Oui       |
| École du Geai-Bleu         | 7101, rue Rodrigue            | Primaire   | 1992                  |                         | Oui       |
| École Jeunes-du-Monde      | 452, rue de Neuilly           | Primaire   | 1992                  |                         | Oui       |
| École de l'Odyssée         | 2201, rue de la Jonquille     | Primaire   | 1993                  | 1998, 2007              | Oui       |
| École des Trois-Saisons    | 1658, boul. des Seigneurs     | Secondaire | 1995                  | 2019                    | Oui       |
| École de l'Orée-des-Bois   | 4960, rue Rodrigue            | Primaire   | 1996                  | 2013                    | Oui       |
| École des Rives            | 400, montée Dumais            | Secondaire | 1996                  | 2002                    | Oui       |
| École de l'Aubier          | 1651, rue Guillemette         | Primaire   | 1997                  | 2014                    | Oui       |
| École Marie-Soleil-Tougas  | 3415, place Camus             | Primaire   | 1998                  | 2017                    | Oui       |
| École de l'Espace-Couleurs | 1000, rue Marie-Gérin-Lajoie  | Primaire   | 2013                  |                         | Oui       |
| École des Pionniers        | 1221, av. de la Croisée       | Primaire   | 2017                  | 2018                    | Oui       |
| École des Explorateurs     | 1185, boul. des Plateaux      | Primaire   | 2020                  |                         | Oui       |
| École du Havre             | 1101, av. Gabrielle-Roy       | Secondaire | 2023                  |                         | Oui       |
| École l'Impact             | 795, rue John-F.-Kennedy      | Secondaire | 2023                  |                         | Oui       |

## Transports

### Réseau routier
- Autoroutes :

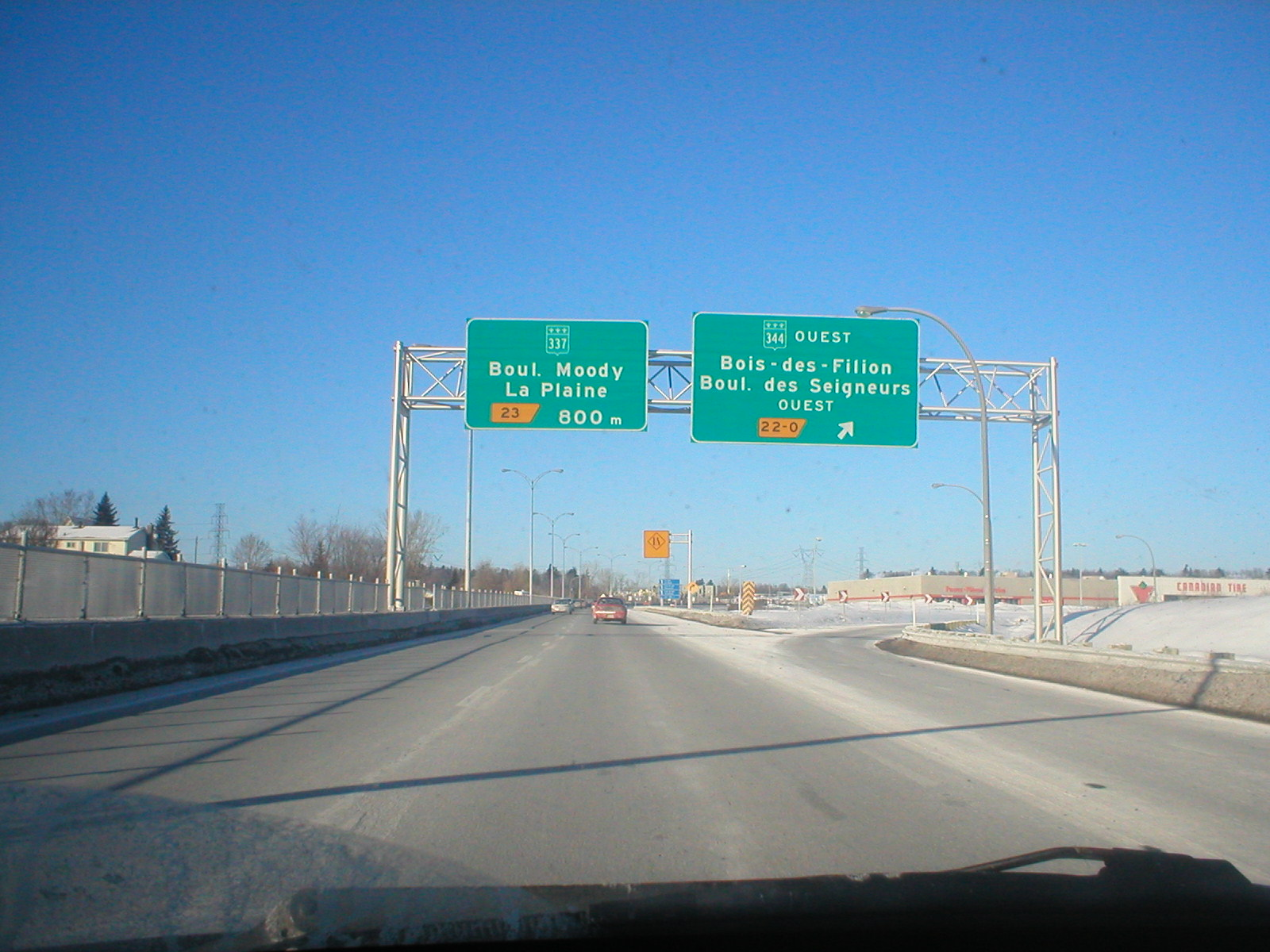
L'autoroute 25 nord à la sortie 22, vers le boulevard des Seigneurs et la route 344.

  - Autoroute 25 : sorties 21/22O (île Saint-Jean), 22E (route 344, boulevard des Seigneurs), 23 (route 337, boulevard Moody et chemin Gascon [direction La Plaine]), 24 (route 125, montée Masson et Grande Allée) et 25 (autoroute 640).
  - Autoroute 40 : sorties 94 (route 344, chemin Saint-Charles via montée des Pionniers et rue des Migrateurs) et 96E (autoroute 640 [direction Charlemagne])
  - Autoroute 640 : sorties 32 (avenue Urbanova Nord), 35 (avenue Claude-Léveillée et boulevard de la Pinière), 38 (route 337, chemin Gascon [direction La Plaine] et chemin des Anglais [direction Mascouche]), 42 (autoroute 25 et montée Masson [direction Mascouche]), 44 (rue Charles-Aubert et rue Louis-Hébert [direction Mascouche]), 45 (montée Dumais), 50 (montée des Pionniers via boulevard Marcel-Therrien et chemin des Quarante-Arpents) et 52O (autoroute 40)

- Routes provinciales :
  - Route 125 (rue Chapleau, rue Saint-Louis et montée Masson)
  - Route 335 (secteur Terrebonne : chemin de la Côte-Saint-Louis et montée Gagnon / secteur La Plaine : chemin de la Plaine et chemin Gauthier)
  - Route 337 (boulevard Moody, chemin Gascon, boulevard Laurier et chemin Gauthier)
  - Route 344 (chemin Saint-Charles, rue Saint-Louis, boulevard Moody, boulevard des Seigneurs et côte de Terrebonne)

- Autres artères :
  - Chemin Gascon
  - Boulevard Laurier
  - Montée Masson
  - Boulevard Moody
  - Chemin Saint-Charles
  - Rue Saint-Louis
  - Boulevard des Seigneurs
  - Côte de Terrebonne

- Ponts :
  - Pont Charles-De Gaulle
  - Ponts de l'île Saint-Jean
  - Pont Sophie-Masson

### Transport en commun
L'autobus est le moyen de transport en commun principal à Terrebonne. Diverses lignes desservent la ville en plus d'offrir des trajets intermunicipaux vers Bois-des-Filion, Laval, Mascouche et Montréal.
Depuis 2014, la ville dispose d'une gare de train de banlieue sur la ligne Exo 5 - Mascouche.
Le réseau d'autobus et de train est exploité par la compagnie Exo, l'identité de marque du Réseau de transport métropolitain.
Exo à la demande

### Réseau cyclable et vélo-partage
La Ville de Terrebonne dispose d'un réseau cyclable couvrant la majorité de son territoire. Ce réseau se sépare en deux catégories, soit le réseau sur route et le réseau hors route constitué principalement de sentiers cyclopédestres.
- Axes majeurs sur route:
  - Boulevard des Seigneurs
  - Rue de Plaisance
  - Rue Angora
  - Chemin du Coteau
  - Chemin Saint-Charles
  - Rue de la Chesnaye
  - Rue Rodrigue
  - Avenue Urbanova
- Réseau hors route:
  - TransTerrebonne
  - La Seigneurie des Plaines

Voir le reste du réseau sur cette carte créée par la Ville de Terrebonne.
La majorité du réseau sur route n'est pas accessible l'hiver puisqu'une faible partie du réseau est déneigé. Le réseau hors route est pour sa part majoritairement damé et est également utilisé à des fins de ski de fond.
Depuis juillet 2023, le service de vélo-partage Bixi, disponible à Montréal et quelques-unes de ses banlieues environnantes, est également disponible à Terrebonne. Pour l'instant, uniquement 3 stations desservent les quartiers centraux de la ville. Elles se situent au terminus d'autobus Terrebonne, au théâtre du Vieux-Terrebonne et au parc Saint-Sacrement. La flotte de vélo est constituée de 15 vélos à assistance électrique et de 15 vélos traditionnels.

### Aéroport
La ville de Terrebonne était desservie par l'aéroport de Montréal-Mascouche, situé au nord-est de l'échangeur des autoroutes 25 et 640. L'aéroport est fermé depuis le 15 novembre 2016.

## Sécurité publique
La sécurité des habitants de Terrebonne est principalement assurée par le Service de police intermunicipal de Terrebonne, Sainte-Anne-des-Plaines et Bois-des-Filion et le Service des incendies de Terrebonne. Dixième service de police en importance au Québec, son directeur est Joël Lamarche et son quartier général situé au 1004, avenue Gabrielle-Roy à Terrebonne porte le nom de Guy Dubois (1956-2017). Celui-ci a travaillé au sein du Service de police de Terrebonne pendant trente-sept ans, dont neuf à titre de directeur, de 2005 à 2014. Reconnu pour son esprit d'équipe et pour son engagement dans la communauté, il est l'instigateur du projet ayant mené à la construction de ce nouveau quartier général de police inauguré le 27 avril 2024.

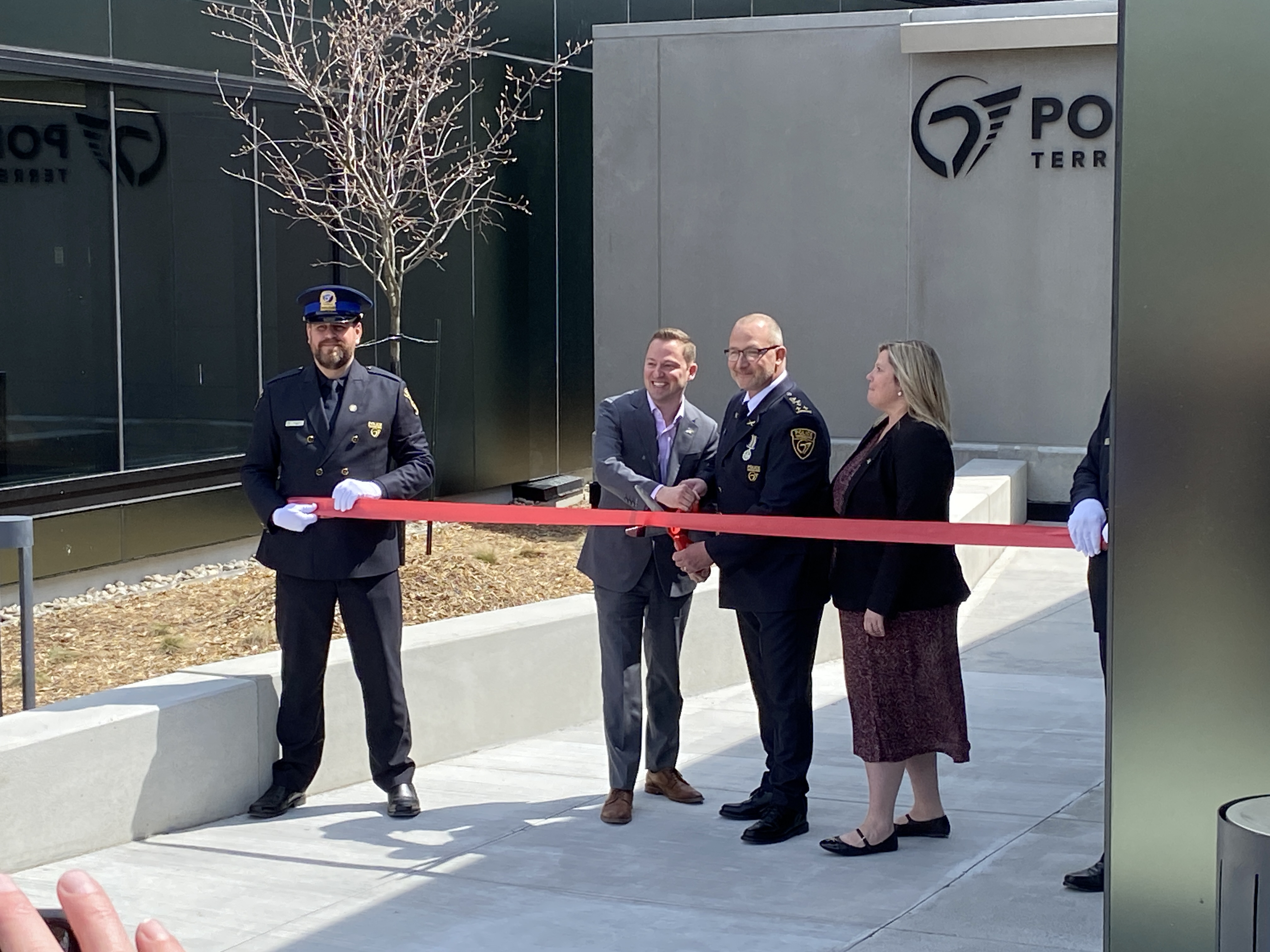
Inauguration officielle du nouveau quartier général de la police en 2024 par le maire Mathieu Traversy et le directeur du service, Joël Lamarche.

## Personnalités
- Paul-Éloi Marier (1810-1880), homme politique, un des chefs lors de la rébellion des Patriotes et maire de Terrebonne à deux reprises, y est mort.
- Paul Gravelle (1810-1901), patriote franco-canadien, y est mort.
- Judith Jasmin (1916-1972), comédienne, réalisatrice et journaliste québécoise, y est née.

## Lieux et monuments

### Île des Moulins

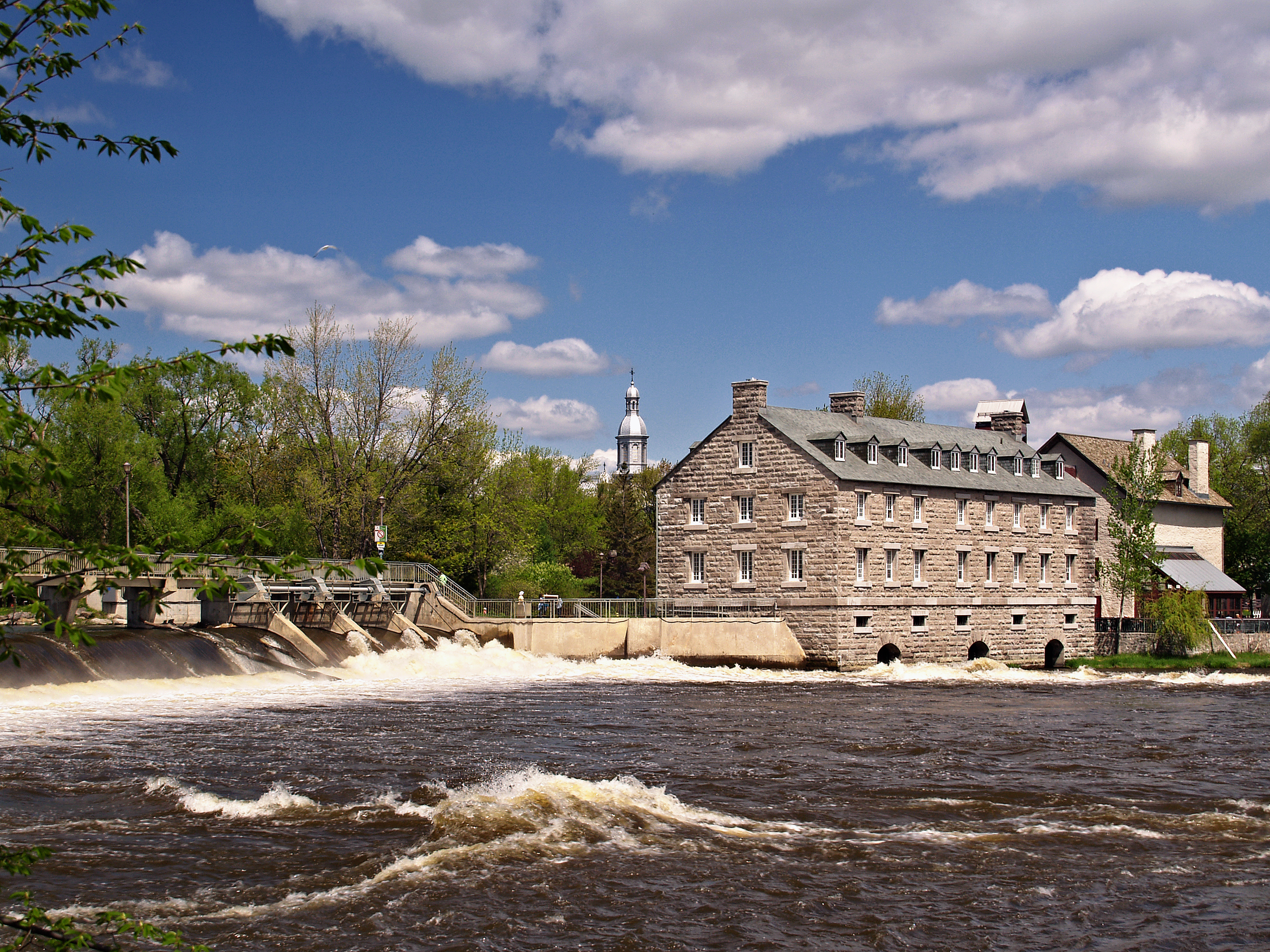
Le moulin neuf.

L'ensemble d'immeubles patrimoniaux de l'Île-des-Moulinsest classé site historique d'intérêt national en 1973 par le gouvernement du Québec.
Le complexe préindustriel de l'île des Moulins était l'un des plus importants au Québec au cours du XIXe siècle. Il en subsiste cinq bâtiments en pierre. Le curé Louis Lepage de Sainte-Claire, quatrième seigneur de Terrebonne, fit bâtir sur l'île le premier moulin à farine en 1721 et un moulin à scie vers 1725. Au cours des décennies suivantes vinrent s'ajouter un moulin à carder, un moulin à fouler, un moulin à scier la pierre et un second moulin à farine. Incendiés ou vétustes, certains furent reconstruits. Trois moulins subsistent actuellement.
L'île devint un centre de production important avec, notamment, forge, boulangerie, manufacture d'étoffes, manufacture de clous, fours à sécher le grain et tonnellerie. Les moulins de l'île équipés de turbines étaient considérés les plus beaux et les plus productifs du pays.
Quelques autres dates :
- 1673 : création de la seigneurie de Terrebonne
- 1803 : création de la boulangerie
- 1804 : construction du moulin à scie actuel
- 1846 : construction du moulin à farine actuel
- 1850 (vers) : construction du bureau seigneurial
- 1850 : construction du moulin neuf
- 1967 : aménagement d'un parc de maisons mobiles sur l'île

Plusieurs espaces ont été aménagés. Dès le passage sur l'île, devant le bureau seigneurial, on trouve la zone muséale. En arrière, il y a des zones récréatives avec un théâtre de verdure et diverses sculptures, dont une remarquable par sa blancheur dans l'eau au nord de l'écluse des moulins.
On vient aussi sur l'île des Moulins pour y observer les oiseaux[source insuffisante]. En effet, il est possible d'en observer plus de 200 espèces sur la rivière des Mille Îles. Certains y sont rares comme le canard mandarin, l'harelde kakawi, la grande aigrette, l'arlequin plongeur ou encore le pluvier argenté.

### Barrage du Moulin-Neuf

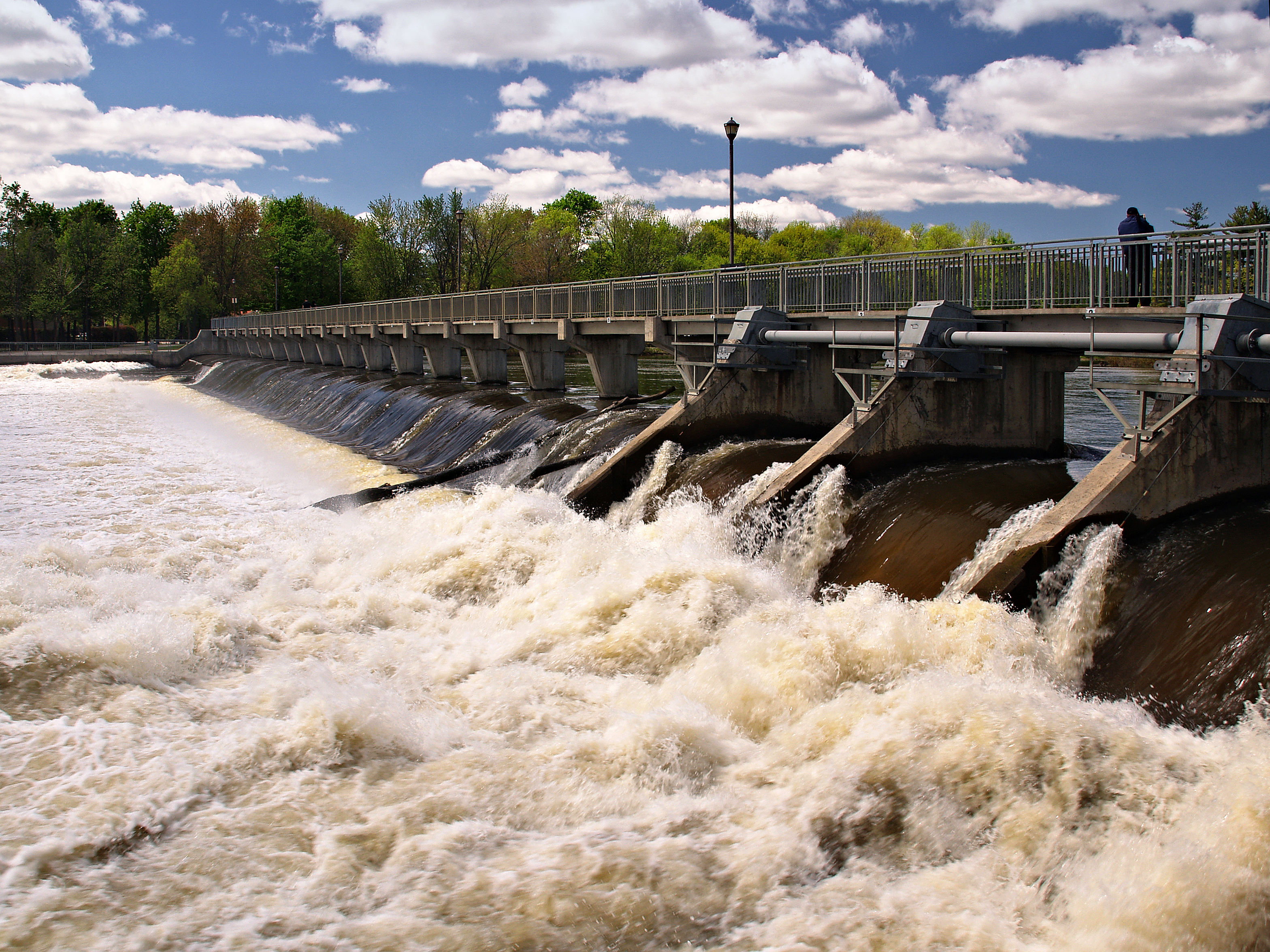
Barrage du Moulin-neuf.

Le barrage du Moulin-Neuf, de type déversoir, permet de réguler le cours de la rivière des Mille Îles et de contrôler les glaces au printemps.
En 1721, dès l'installation du premier moulin à farine sur l'île des Moulins, un premier barrage est construit à 150 m en amont de l'actuel barrage pour garder un niveau d'eau minimum dans la rivière et dans l'écluse des moulins. Il relie l'île des Moulins à l'île Saint-Jean en passant par l'île aux Moutons. Le barrage permettait le fonctionnement des moulins à carder et à fouler, tous deux remplacés en 1850 par le moulin neuf. Un canal est alors aménagé pour diriger l'eau sous la voûte du moulin. En 1872, les Masson font construire un barrage à peu près à l'emplacement de l'actuel barrage. En 1890, il est reconstruit en béton.
En 1972, inquiet du risque d'inondations dû à la faiblesse de l'écluse, le propriétaire du lieu dynamite le barrage du Moulin-Neuf. L'ouvrage subit d'importants dommages. Dans le but de préserver l'environnement, la ville de Terrebonne entreprend les démarches pour acquérir l'île et la faire classer site historique. Ce sera chose faite en 1973. En 1979, le Ministère des Richesses naturelles du Québec fit reconstruire le barrage du Moulin-Neuf. Une passerelle piétonnière y est ajoutée.

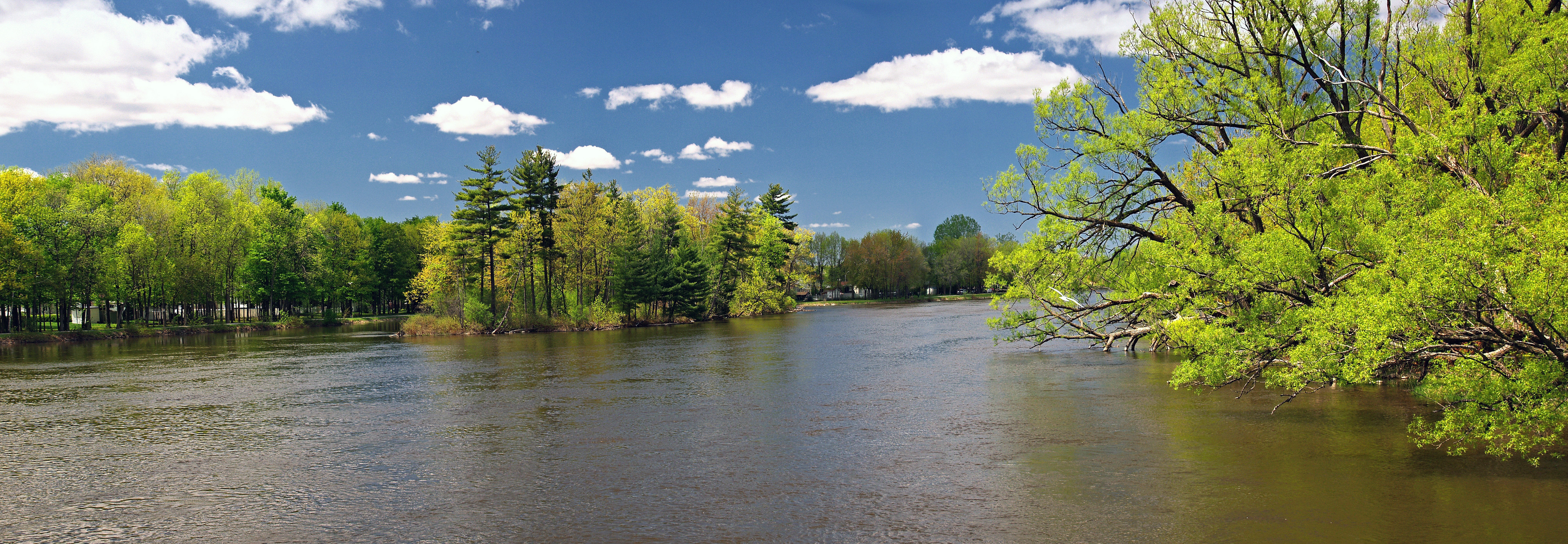
Rivière des Mille Îles à Terrebonne.
De gauche à droite : île Saint-Jean, île aux Moutons et île des Moulins.

### Architecture sacrée

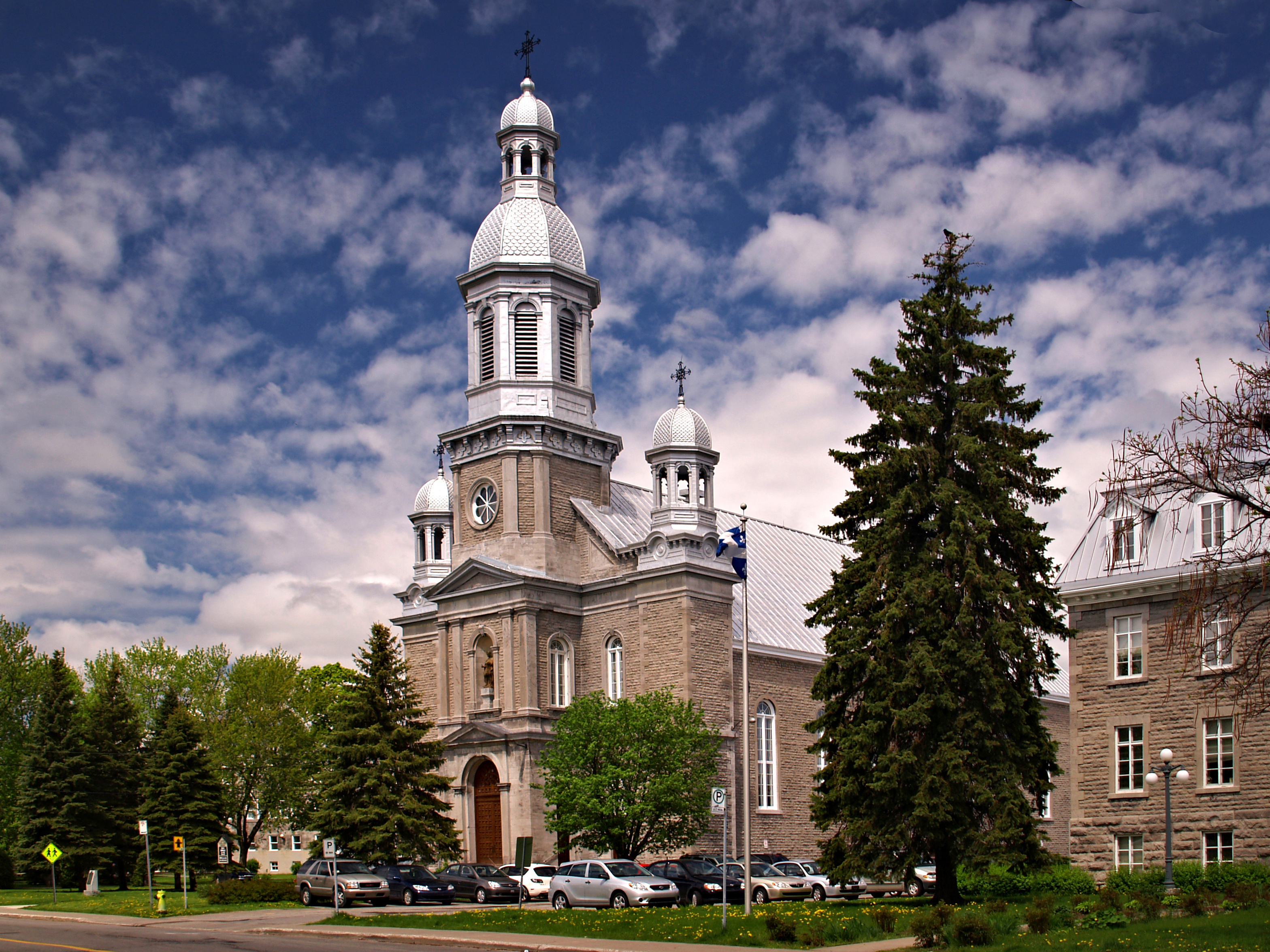
Église Saint-Louis-de-France.

L'église Saint-Louis-de-France se trouve dans le Vieux-Terrebonne. La paroisse a été fondée en 1723 par Louis Lepage de Sainte-Claire, prêtre du diocèse de Québec, curé de la paroisse de l’île Jésus et seigneur de Terrebonne. De nos jours, elle appartient au Diocèse de Saint-Jérôme. L'actuelle église, construite autour de 1878, est la troisième depuis la fondation. En 1880, le « bon monsieur Piché », curé, a fait exhumer les corps inhumés dans le sous-sol de la vieille église pour les placer dans la crypte de la nouvelle. L'église paroissiale Saint-Louis-de-France possède un orgue Casavant de 1946.

### Autres
- Les galeries de Terrebonne
- Le monument aux Morts. Il est situé en bordure du boulevard des Braves, dans le petit parc des Braves, agrémenté d'un kiosque et de bancs permettant d'admirer l'île des Moulins par-delà l'écluse des moulins.
- Les tourbières de Terrebonne, vaste milieu humide.
- L'ancienne église anglicane St. Michael, située rue Saint-Louis, dans le Vieux-Terrebonne. Convertie en édifice à bureaux.

- La Maison d'histoire de Terrebonne, musée d'histoire contemporaine, centre de documentation et siège de la Société d'histoire de la région de Terrebonne.
- Tourisme des Moulins est gestionnaire d’un bureau d’information touristique permanent dans le bâtiment de services du stationnement incitatif de Terrebonne (terminus d’autobus) et d'un kiosque touristique saisonnier dans le Vieux-Terrebonne.
- Le théâtre du Vieux-Terrebonne est un lieu culturel où on peut assister à des spectacles[53].
- La Revue est le journal régional de la ville de Terrebonne depuis 1977[54].

## Galerie

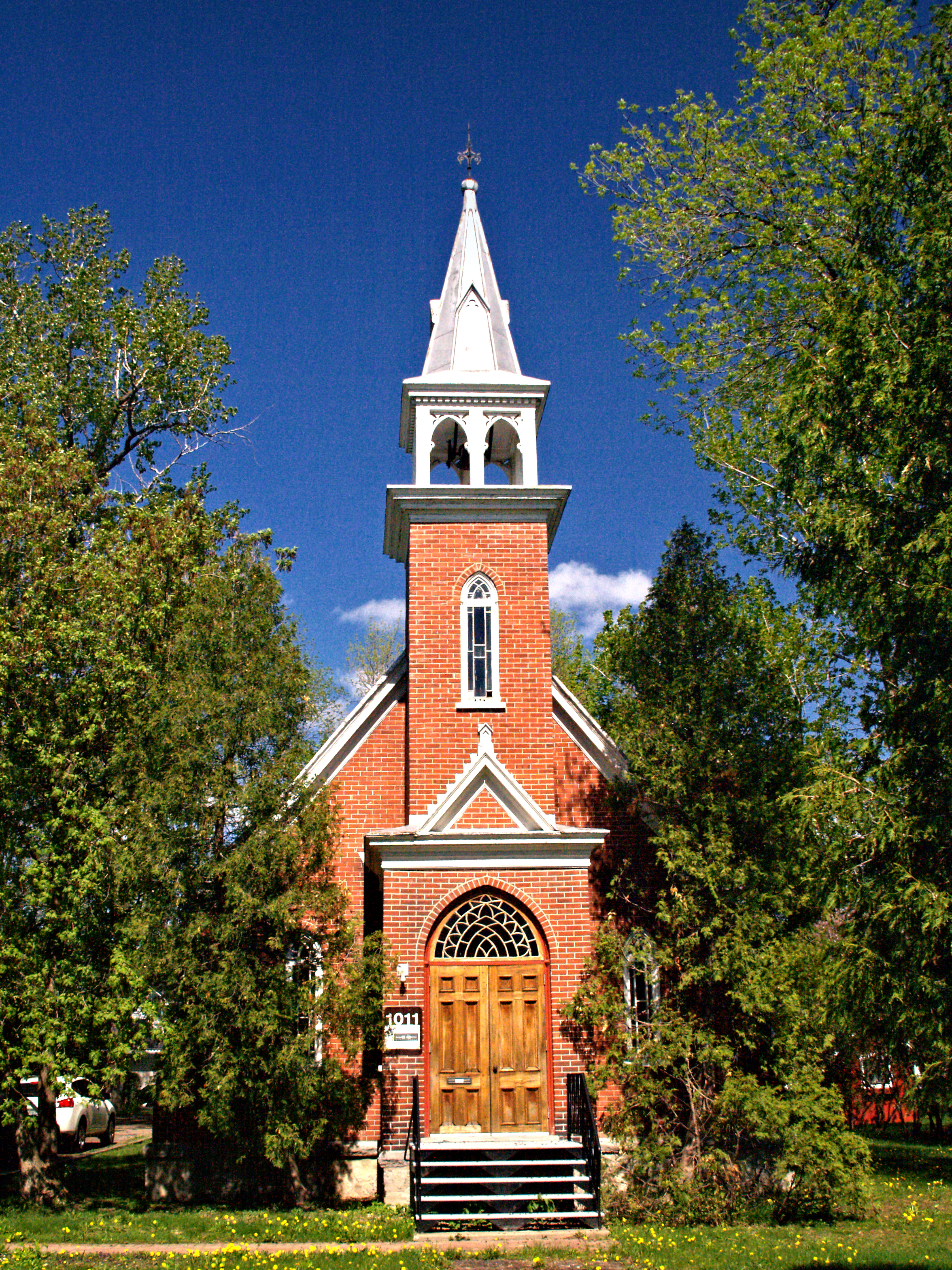
Ancienne église anglicane St. Michael.
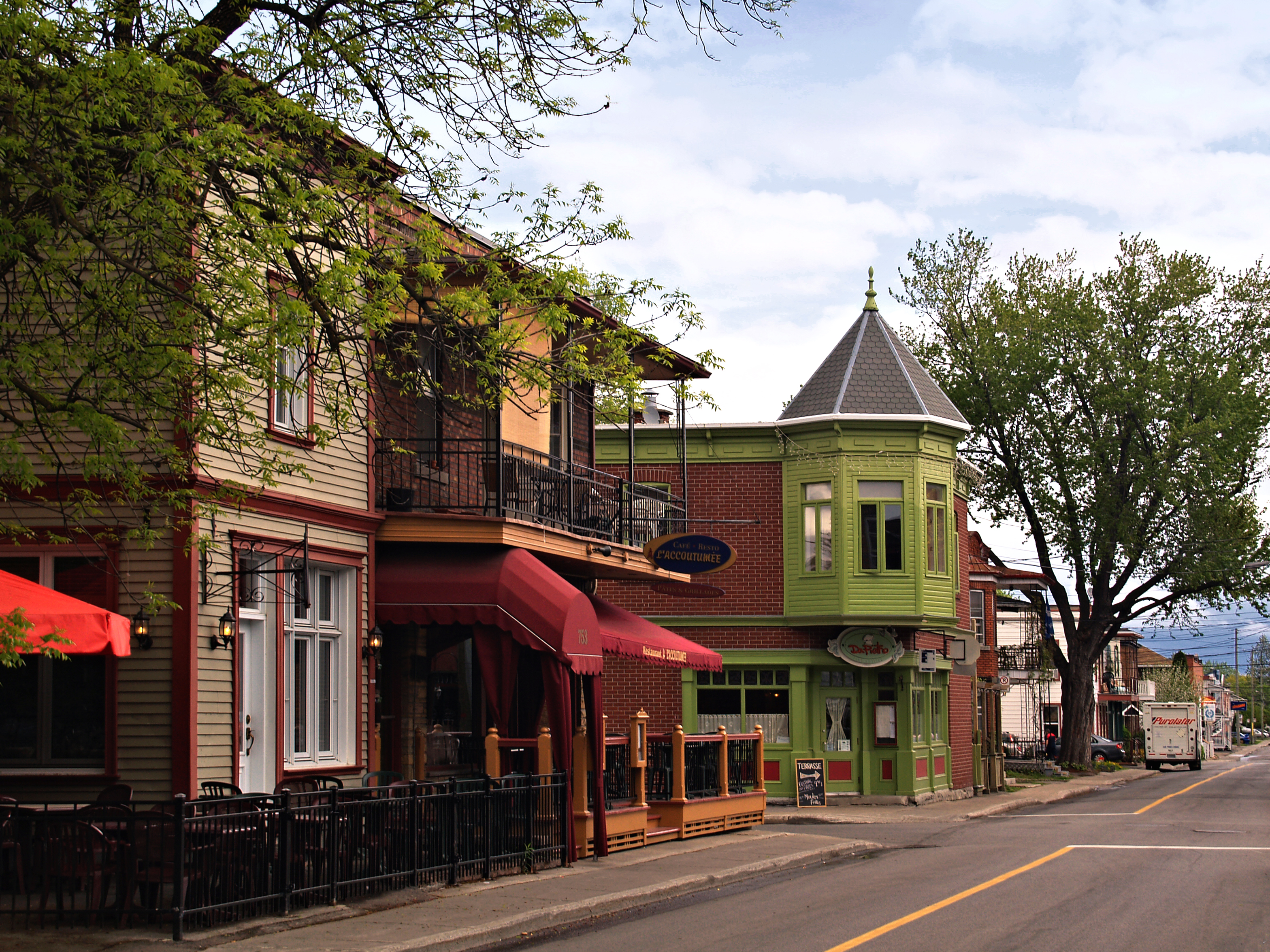
Rue Saint-Pierre.
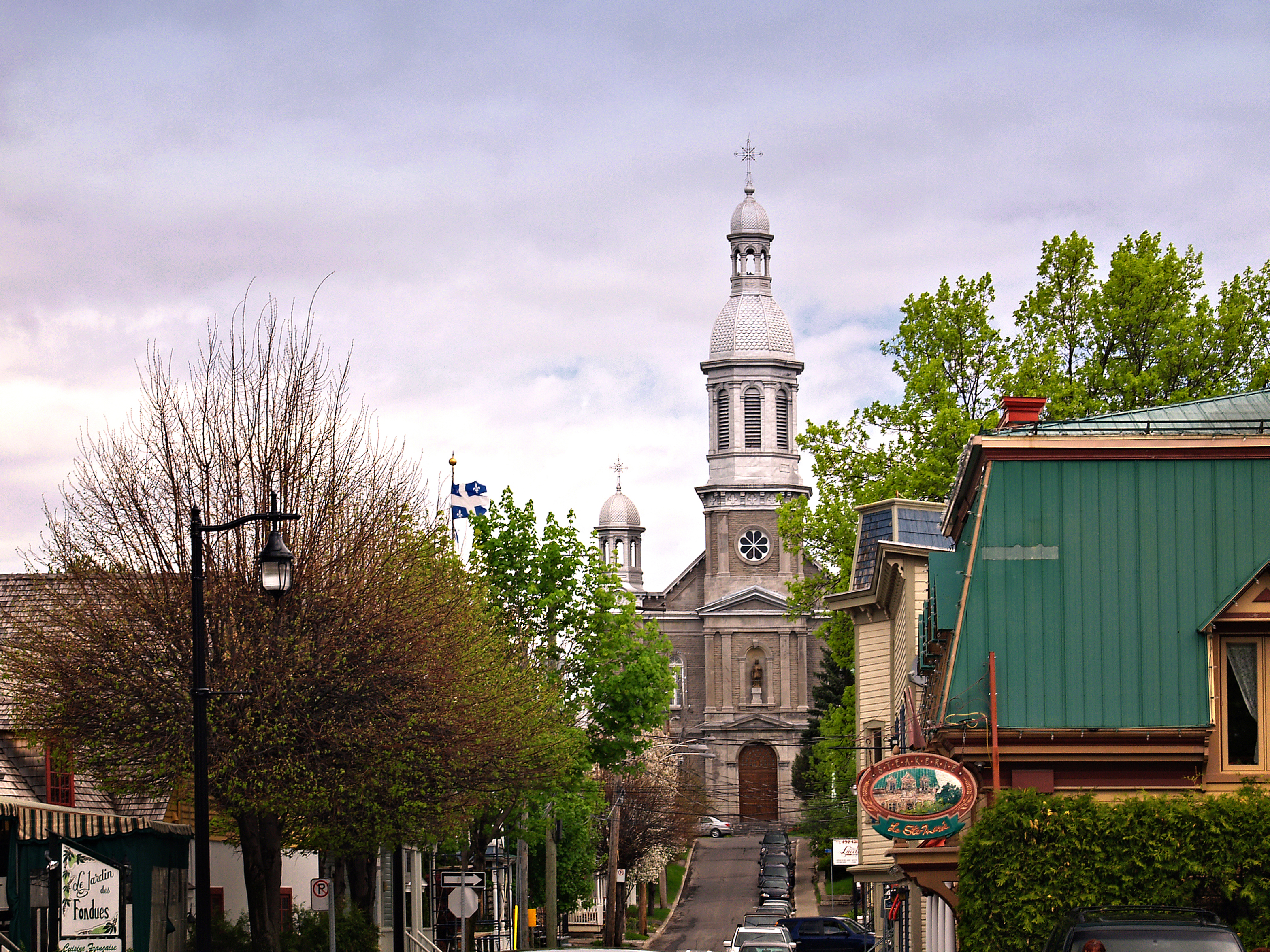
Rue Sainte-Marie.
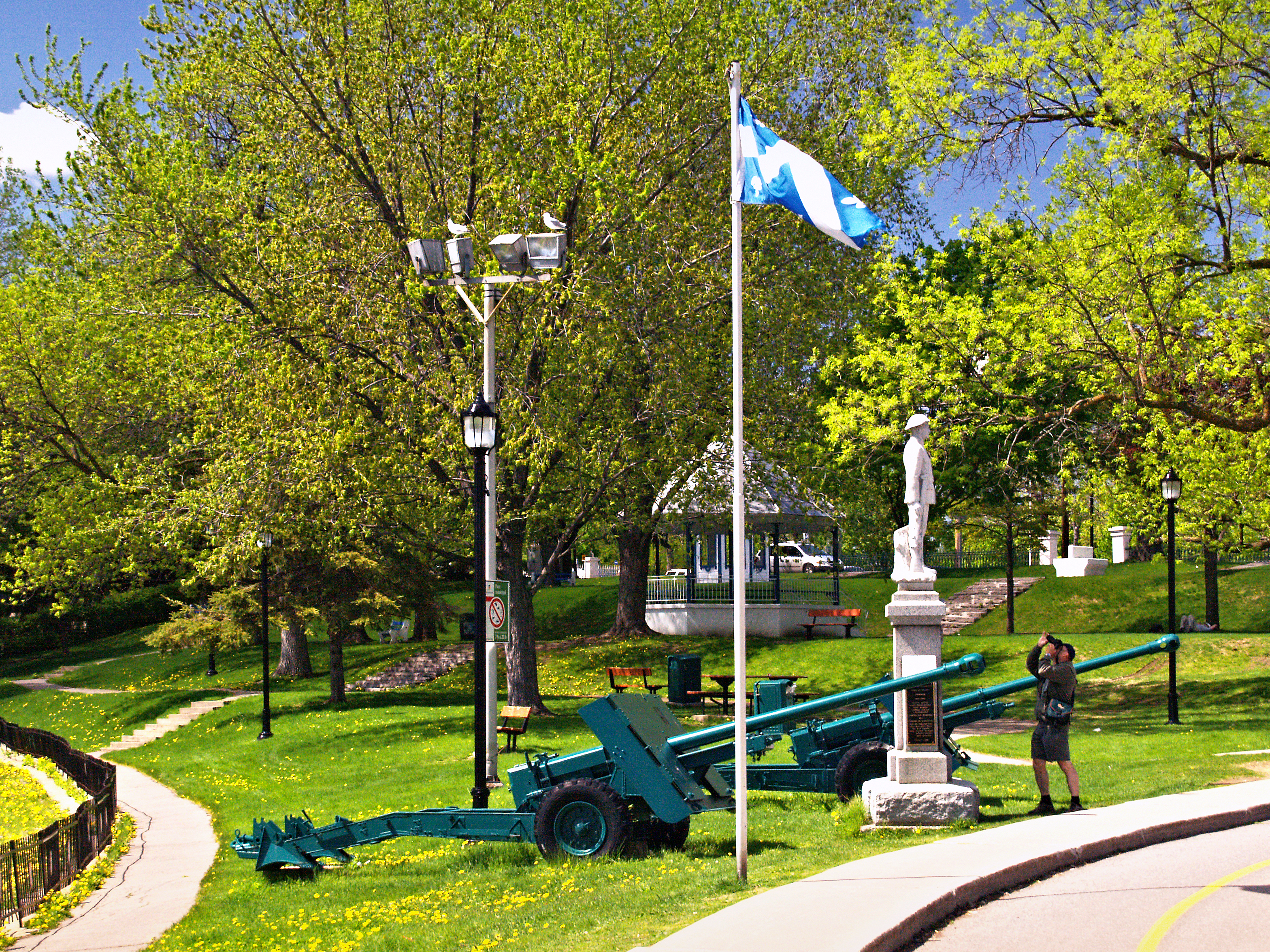
Monument aux Morts.
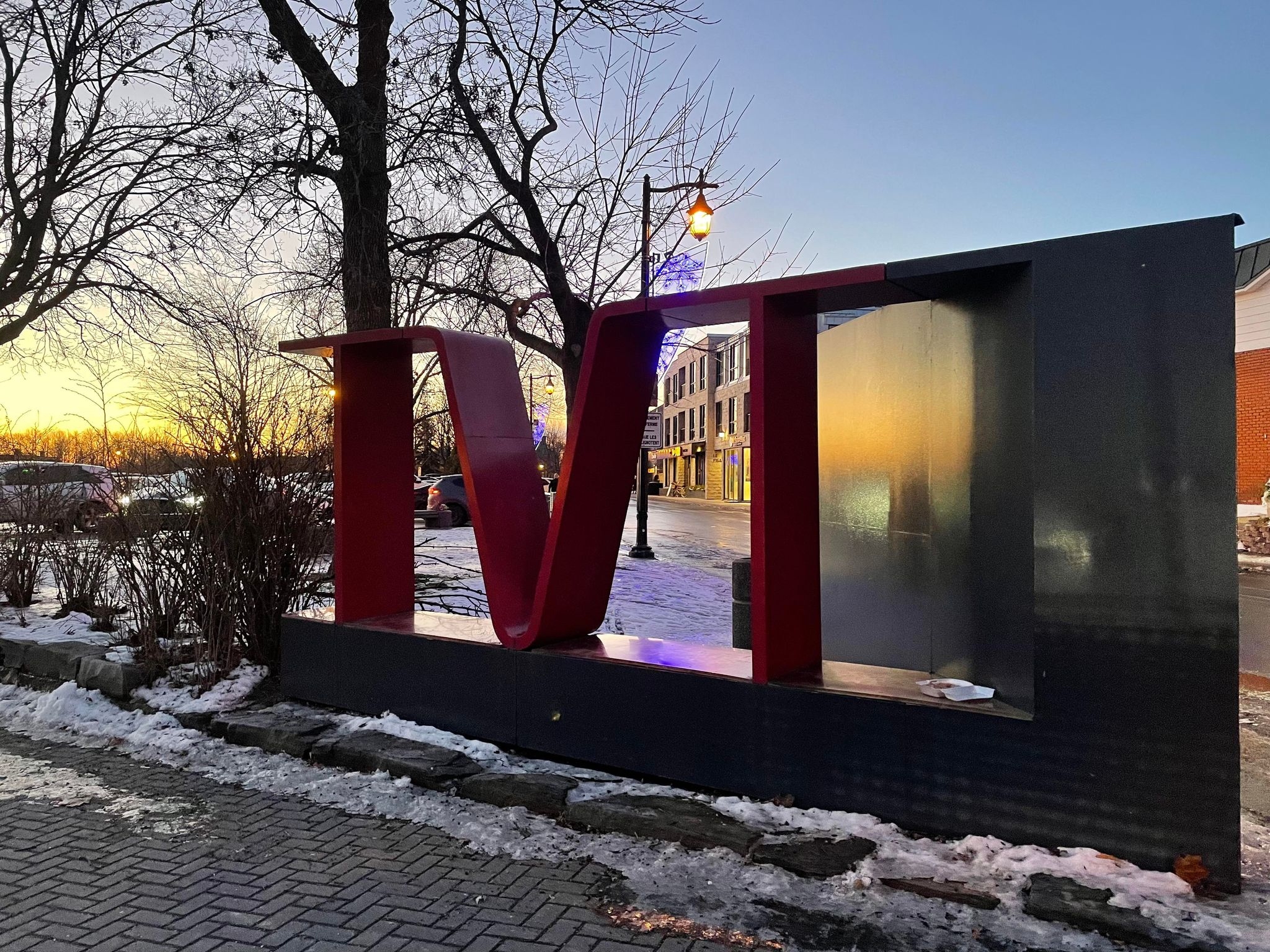
Logo situé devant le théâtre du Vieux-Terrebonne[55].

## Jumelage

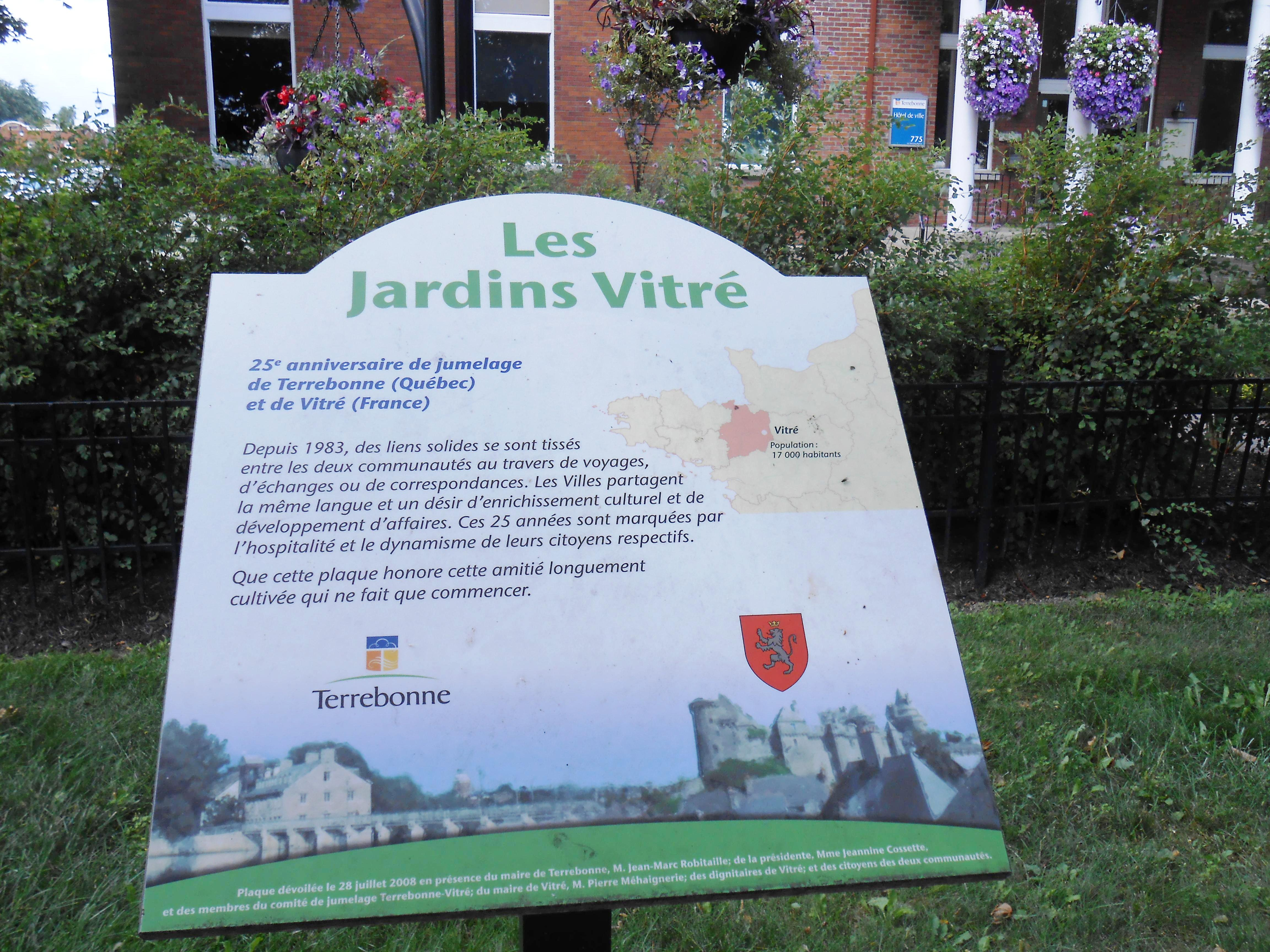
Les Jardins Vitré.

- Vitré (France) depuis 1983. 
Depuis 1983, des échanges se font régulièrement entre des familles de Vitré et des familles de Terrebonne. Une portion de la rocade de Vitré se nomme « Avenue de Terrebonne ». À l’occasion du 25e anniversaire de ce jumelage, Terrebonne a nommé un de ses parcs « Les Jardins Vitré » et y a installé une plaque explicative.